# KAWAII LAB.

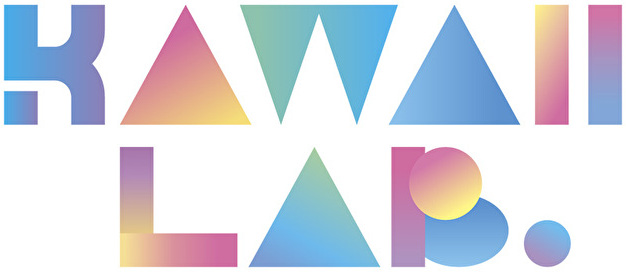

KAWAII LAB.(카와이 라보)는 소속 사무소 아소비시스템에 속하는 아이돌 프로젝트. 2022년 발족. 종합 프로듀서는 키무라 미사.

## 소속 그룹
- FRUITS ZIPPER
- CANDY TUNE
- SWEET STEADY
- CUTIE STREET

### 이전 소속 그룹
- IDOLATER

## 유닛
- PiKi

## KAWAII LAB. MATES
KAWAII LAB.에서 데뷔를 목표로 퍼포먼스를 갈고 닦으며, 한층 더 개성을 갈고 닦는 차세대 멤버의 총칭. 「카와라보 메이츠」 혹은 단순히 「메이츠」라고 생략되는 일이 있다.

### 멤버
이름, 생년월일
- 아라이 코코나 (新井 心菜, 2008년 12월 18일(16세)), 도쿄도 출신
- 엔도 마린 (遠藤 まりん, 2007년 3월 29일(18세), 가나가와현 출신
- 카토 코노미 (加藤 好実, 2004년 10월 17일(20세)), 도쿄도 출신 - PRODUCE 101 JAPAN THE GIRLS 참가자
- 사사하라 나나카 (笹原 なな花, 2009년 7월 7일(16세)), 도쿄도 출신
- 시마자키 유이카 (嶋崎 結花, 2007년 11월 25일(17세)), 도쿄도 출신
- 스즈키 카린 (鈴木 花梨, 2006년 9월 10일(18세)), 오카야마현 출신
- 타카나시 유나 (高梨 ゆな, 2005년 9월 18일(19세)), 지바현 출신
- 츠키시로 쿠루미 (月代 来実, 2001년 8월 9일(24세)), 사이타마현 출신 - 전 IDOLATER
- 츠지 리리카 (辻 りりか, 2007년 5월 17일(18세)), 지바현 출신
- 나카야마 코하쿠 (中山 こはく, 2008년 7월 30일(17세)), 가나가와현 출신
- 하기타 소라 (萩田 そら, 2005년 8월 16일(20세)), 가나가와현 출신
- 모리타 아미 (森田 あみ, 2008년 2월 6일(17세)), 도쿄도 출신
- 야마모토 루시아 (山本 るしあ, 2007년 10월 13일(17세)), 홋카이도 출신

### 아소비시스템 산하 데뷔한 멤버

#### SWEET STEADY
- 오쿠다 아유 (奥田 彩友, 2001년 1월 7일(24세)), 후쿠이현 출신
- 오토이 유이 (音井 結衣, 2001년 1월 9일(24세)), 아이치현 출신, 미국 태생
- 쿠리타 나츠카 (栗田 なつか, 2002년 7월 19일(23세)), 교토부 출신
- 시오카와 리세 (塩川 莉世, 2000년 7월 31일(25세)), 야마나시현 출신
- 시라이시 마유미 (白石 まゆみ, 2000년 12월 27일(24세)), 도쿄도 출신
- 쇼지 나기사 (庄司 なぎさ, 2000년 10월 29일(24세)), 홋카이도 출신 - 전 AKB48 연구생
- 야나가와 미아 (柳川 みあ, 2001년 2월 11일(24세)), 지바현 출신 - 후에 2024년 7월 13일 탈퇴.
- 야마우치 사키나 (山内 咲奈, 2004년 2월 29일(21세)), 오사카부 출신

#### CUTIE STREET
- 카와모토 에미루 (川本 笑瑠, 2002년 4월 22일(23세)), 가나가와현 출신
- 우메다 미유 (梅田 みゆ, 2004년 9월 13일(20세)), 쿠마모토현 출신
- 마나베 나기사 (真鍋 凪咲, 2004년 6월 28일(21세)), 가나가와현 출신

※ KAWAII LAB. MATES 이외부터는 후루사와 리사, 사노 아이카, 이타쿠라 카나, 마스다 아야노, 사쿠라바 하루카가 멤버 포함.

#### fav me
- 아베 카렌 (阿部 かれん, 2000년 2월 2일(25세)), 오사카부 출신
- 카와기시 루나 (川岸 瑠那, 2001년 4월 29일(24세)), 도쿄도 출신 - PRODUCE 101 JAPAN THE GIRLS 참가자

※ KAWAII LAB. MATES 이외부터는 오노데라 아즈사, 세노 마린, 마루야마 라나, 미오카와 마이카, 나카모토 코마리가 멤버 포함.

### 전 멤버
- 하시모토 아유미 (橋本 歩美, 2005년 6월 19일(20세)), 도쿄도 출신
  - 2023년 12월 26일 활동 종료.
- 이마이 리코 (今井 りこ, 2001년 11월 2일(23세)), 교토부 출신
  - 2024년 7월 31일 활동 종료.

## KAWAII LAB. SOUTH
규슈 지방을 중심으로 활동하는 KAWAII LAB.의 공개 연습생 그룹이다. 약칭은 「카와라보 사우스」.

### 멤버
이름, 생년월일
- 아리무라 코하루 (有村 心晴, 2005년 4월 11일(20세)), 후쿠오카현 출신
- 카도쿠라 아야카 (門倉 彩花, 2006년 12월 2일(18세)), 후쿠오카현 출신
- 마츠다 나나 (松田 奈々, 2004년 1월 14일(21세)), 오이타현 출신
- 모리노 메네 (森野 めね, 2011년 1월 14일(14세)), 후쿠오카현 출신

## 같이 보기
- 키무라 미사
- 아소비시스템